# Serpentone (strumento musicale)

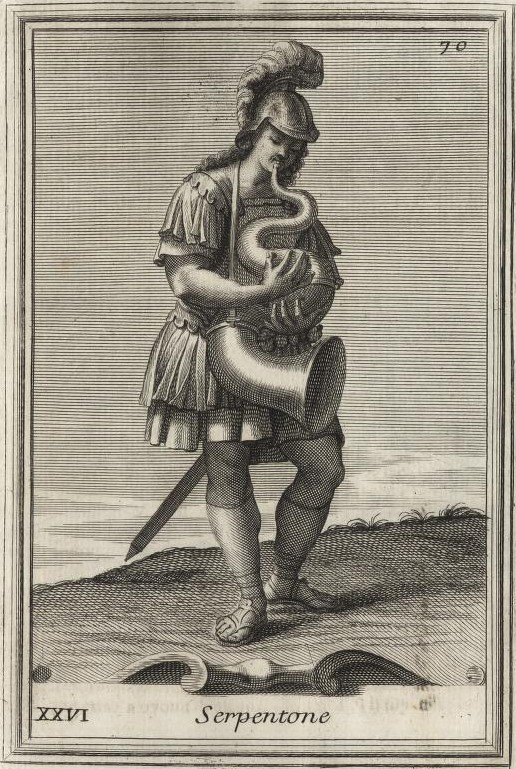
Serpentone: una stampa di Gabinetto Armonico pieno d'Instromenti di Filippo Bonanni (Roma, 1723)

Il serpentone, anche chiamato serpente, è uno strumento musicale a fiato rientrante nella famiglia dei cornetti. Esso è costituito da un bocchino seguito da un "tubo" forato dalla forma serpentina. 
L'estensione varia a seconda dello strumento e del suonatore, ma in genere esso parte da due ottave sotto il Do centrale ed arriva ad un'ottava sopra di esso.

## Storia

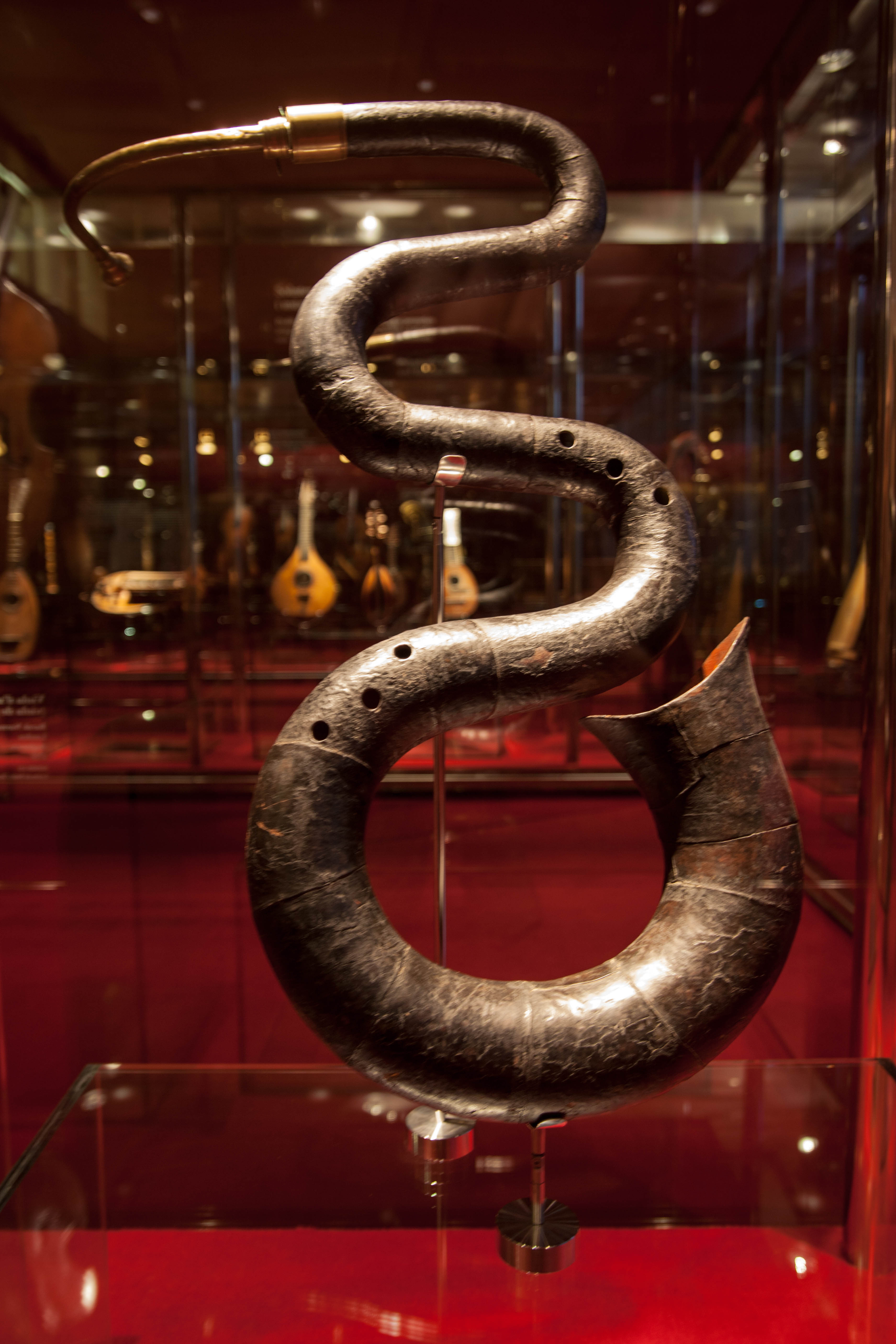
Serpentone, Museu de la Música de Barcelona

Il serpentone nasce verso la fine del XVI secolo, probabilmente in Francia, come strumento derivato dal basso della famiglia dei cornetti, con lo scopo di sostenere il suono del coro in chiesa, in particolare nel canto gregoriano. Lo strumento era realizzato da un tubo di legno, di solito noce tenute insieme da strisce di cuoio. All'estremità superiore vi era un profondo bocchino in corno o avorio. La curvatura a serpente, inoltre, permetteva al suonatore seduto di sostenere lo strumento tra le ginocchia e di raggiungere agevolmente i sei fori per le dita. Rispetto al cornetto basso, suo progenitore, differisce per una accentuata conicità della camera interna, per un minore spessore delle pareti e per l'assenza di un foro posteriore per il pollice.

Lo strumento, oltre all'uso in chiesa per accompagnare le funzioni liturgiche, era utilizzato come basso per accompagnare i cori, e nella musica da camera.
Nel corso del tempo, attraverso diverse modifiche, il serpentone perse la versatilità e flessibilità che aveva in origine, fino al punto che Hector Berlioz, a metà '800, ne parla come di uno strumento barbarico, il cui uso era limitato all'accompagnamento del canto nelle chiese. Nonostante questo, Berlioz ne fece uso nella sua Sinfonia fantastica, precisamente per l'esecuzione del Dies Irae. Nonostante tutte le sue imperfezioni, il serpentone rappresentò di fatto l'unico efficace basso per le bande e per le orchestre, fino all'introduzione nel 1835 della tuba bassa e del contrabbasso, strumenti che lo fecero scomparire. Anche Mendelssohn lo utilizzò nel quarto movimento della sua coeva Quinta sinfonia.

Esso compare nelle partiture di Rossini (Armida, 1817, L'assedio di Corinto, 1826), Raimondi (Ciro in Babilonia, 1820), Wagner (Rienzi, 1842) e Verdi (Vespri siciliani 1855). Nel suo ultimo periodo, prima di scomparire, il serpentone era stato perfezionato con l'aggiunta di chiavi per perfezionare la qualità sonora di tutti i gradi cromatici e con l'adozione di una forma verticale simile a quella del fagotto, al punto da venir battezzato fagotto russo (basson russe).

In Italia il musicologo e musicista Giovanni Bianchi da Gorgonzola (1758 - 1829) ne perfezionò gli aspetti tecnici e ne fu uno dei più valenti esecutori. Uno storico locale, Damiano Muoni, nel 1866 scrive nella sua opera Melzo e Gorgonzola: "Giovanni Bianchi da Gorgonzola [...] lo introdusse [il serpentone], al principiare del secolo, tra noi, e lo suonò distintamente nei maggiori teatri".

## Tecnica
La difficoltà principale nell'esecuzione sta nell'intonazione delle varie note: i sei fori presenti lungo il canneggio dello strumento, tre per la mano sinistra e tre per la mano destra, sono disposti in modo da avere una posizione raggiungibile dalle dita dell'esecutore, tuttavia non in posizioni più corrette per la funzione di accorciare il tubo e quindi ottenere le note alla frequenza desiderata. Sul fagotto, strumento ad ancia simile al serpentone per quello che riguarda questa problematica, la questione venne risolta con un andamento "diagonale" della foratura del tubo, ma sul serpentone, a causa della dimensione dei fori e del minore spessore del legno, questo accorgimento non è possibile. Il musicista deve essere quindi in grado di correggere l'altezza di ogni nota per intonarla.
Nonostante il volume di suono apparentemente ridotto, rispetto ad un moderno euphonium o ad una tuba, il serpentone ha una curiosa capacità di diffondere il suono nello spazio che lo circonda, rivelandosi uno strumento musicale sorprendentemente potente. Questo effetto si nota in modo particolare nelle chiese, per le caratteristiche di risonanza della loro architettura.
Spesso vengono aggiunte tre chiavi a questo strumento: la chiave per il Si naturale, quella del Do diesis e quella per il Fa diesis.